# Doll Face
Doll Face is een Amerikaanse musicalfilm in zwart-wit uit 1945 onder regie van Lewis Seiler. De film is gebaseerd op het toneelstuk The Naked Genius uit 1943 van Gypsy Rose Lee en werd destijds niet in Nederland uitgebracht.

## Verhaal
"Doll Face" Carroll is een entertainer die haar repertoire wil uitbreiden. Na een mislukte auditie, waar ze wordt bestempeld als een burlesque-artiest, stelt haar manager en verloofde Mike Hannegan voor dat ze een autobiografie schrijft om een meer geletterd imago te projecteren. Hij huurt Frederick Manly Gerard in als ghostwriter.
Een andere artiest in de burleskeshow, Chita Chula, merkt op dat als het boek een succes is en Doll Face de show verlaat, de show waarschijnlijk zal moeten sluiten. Mike besluit daarop om een eigen Broadway-show te produceren met de financiële steun van de artiesten zelf. Mike lekt een bericht over het boek naar de pers en betoogt hij dat de show alle persaandacht heeft geleverd die hij nodig heeft en dat het boek, hoewel bijna af, niet gepubliceerd hoeft te worden. Doll Face besluit er echter mee door te gaan en gaat met Frederick naar Jamaica voor wat laatste aanpassingen. Door problemen met de motor van de boot zijn ze gestrand op een eiland en wanneer Mike ze vindt, begrijpt hij de situatie verkeerd en maakt hij het uit met haar. Zonder "Doll Face" als headliner wordt Mike gedwongen om het theater te sluiten.
Doll Face brengt haar boek The Genius DeMilo uit en wanneer Mike ziet dat ze het boek aan Frederick heeft opgedragen in plaats van aan hem, heeft hij er spijt van dat hij haar heeft verlaten. Doll Face weigert met Mike te praten, waarna hij een advocaat stuurt om haar show tijdens de première te stoppen, aangezien ze onder contract staat bij hem. Ze stemt ermee in om hem te zien en hij vraagt haar om hem te vergeven. Nadat ze herenigd zijn, bedriegt ze de producer van haar show om Mike een aandeel van 25% en de titel co-producent te geven zodat de show kan doorgaan.

## Rolverdeling
| Acteur          | Personage                                    |
| --------------- | -------------------------------------------- |
| Vivian Blaine   | Mary Elizabeth (Maybeth) "Doll Face" Carroll |
| Dennis O'Keefe  | Michael Francis "Mike" Hannegan              |
| Perry Como      | Nicky Ricci                                  |
| Carmen Miranda  | Chita Chula                                  |
| Martha Stewart  | Frankie Porter                               |
| Stephen Dunne   | Frederick Manly Gerard                       |
| Reed Hadley     | Flo Hartman                                  |
| Stanley Prager  | Flo's hulp                                   |
| Charles Tannen  | Flo's hulp                                   |
| George E. Stone | toneelmanager                                |
| Frank Orth      | Peters                                       |
| Donald MacBride | Ferguson (advocaat)                          |
| Robert Mitchum  | passagier (ongenoemd)                        |